# Mia Höhne
Mia Höhne (Ludwigshafen, 29 de septiembre de 2000) es una deportista alemana que compite en curling. Ganó una medalla de bronce en el Campeonato Europeo de Curling Femenino de 2021.

## Palmarés internacional
| Campeonato Europeo | Campeonato Europeo    | Campeonato Europeo | Campeonato Europeo |
| Año                | Lugar                 | Medalla            | Prueba             |
| ------------------ | --------------------- | ------------------ | ------------------ |
| 2021               | Lillehammer (Noruega) | Medalla de bronce  | Equipo             |